# Рікі (фільм)
«Рікі» (фр. Ricky) — фільм 2009 року французького режисера Франсуа Озона.

## Сюжет
Самотня жінка (Олександра Ламі) замотана вихованням чудової доньки, роботою на хімкомбінаті і головним болем від думок з приводу оплати нескінченних рахунків. Живе на автоматі: прокидається, відвозить дочку в школу — їде на роботу — їде з роботи — забирає доньку зі школи і т. д. Ще регулярно купує лотерейні білети, але не виграє нічого. Одного разу вона зустрічає Пако (Сержі Лопес), і у них народжується прекрасний малюк. З крильцями.
Той факт, що малюк — ангел, тому й літає, ніким не те що не заперечується, але навіть не передбачається. У фільмі, взагалі, це слово — «ангел» — не вимовляється. Дізнавшись, що у її сина ростуть крильця, мама зовсім не падає в непритомність, а раціонально так, без емоцій робить на сорочечці малюка прорізи — для крилець, і купує книжку про домашніх пташок (з метою інформації про максимальний розмір крил).
Франсуа Озон (за допомогою чудових акторів Сержі Лопеса і Олександри Ламі) оповідає нам цю історію неупереджено, рівно, так, що в кінці фільму, коли ангел Ріккі назавжди летить від батьків, і його мама знову вагітна і щаслива, хочеться вщипнути себе і запитати: «А чи був хлопчик?».

## У ролях
- Олександра Лемі — Кеті
- Сержі Лопес — Пако
- Мелюзіін Майянс — Ліза
- Артур Пейре — Ріккі